# Köflacherbanan
|  |  |  |

|  | Straight track |

|  | Station on track |

|  | Unknown BSicon "ABZgl" |

|  | Station on track |

|  | Stop on track |

|  | Stop on track |

|  | Station on track |

|  | Station on track |

|  | Station on track |

|  | Unknown BSicon "ABZgl" |

|  | Station on track |

|  | Stop on track |

|  | Unknown BSicon "hKRZWae" |

|  | Station on track |

|  | Stop on track |

|  | Enter and exit short tunnel |

|  | Stop on track |

|  | Station on track |

|  | Unknown BSicon "hKRZWae" |

|  | Unknown BSicon "hKRZWae" |

|  | Stop on track |

|  | Enter and exit tunnel |

|  | Station on track |

|  |  |  |

|  | Straight track |

|  | Station on track |

|  | Unknown BSicon "ABZgl" |

|  | Station on track |

|  | Stop on track |

|  | Stop on track |

|  | Station on track |

|  | Station on track |

|  | Station on track |

|  | Unknown BSicon "ABZgl" |

|  | Station on track |

|  | Stop on track |

|  | Unknown BSicon "hKRZWae" |

|  | Station on track |

|  | Stop on track |

|  | Enter and exit short tunnel |

|  | Stop on track |

|  | Station on track |

|  | Unknown BSicon "hKRZWae" |

|  | Unknown BSicon "hKRZWae" |

|  | Stop on track |

|  | Enter and exit tunnel |

|  | Station on track |

Köflacherbanan är en 40 kilometer lång enkelspårig järnväg i det österrikiska förbundslandet Steiermark. Den går från Graz där den ansluter till sydbanan till Köflach. Banan ägs av Graz-Köflacher Bahn und Busbetrieb GmbH.

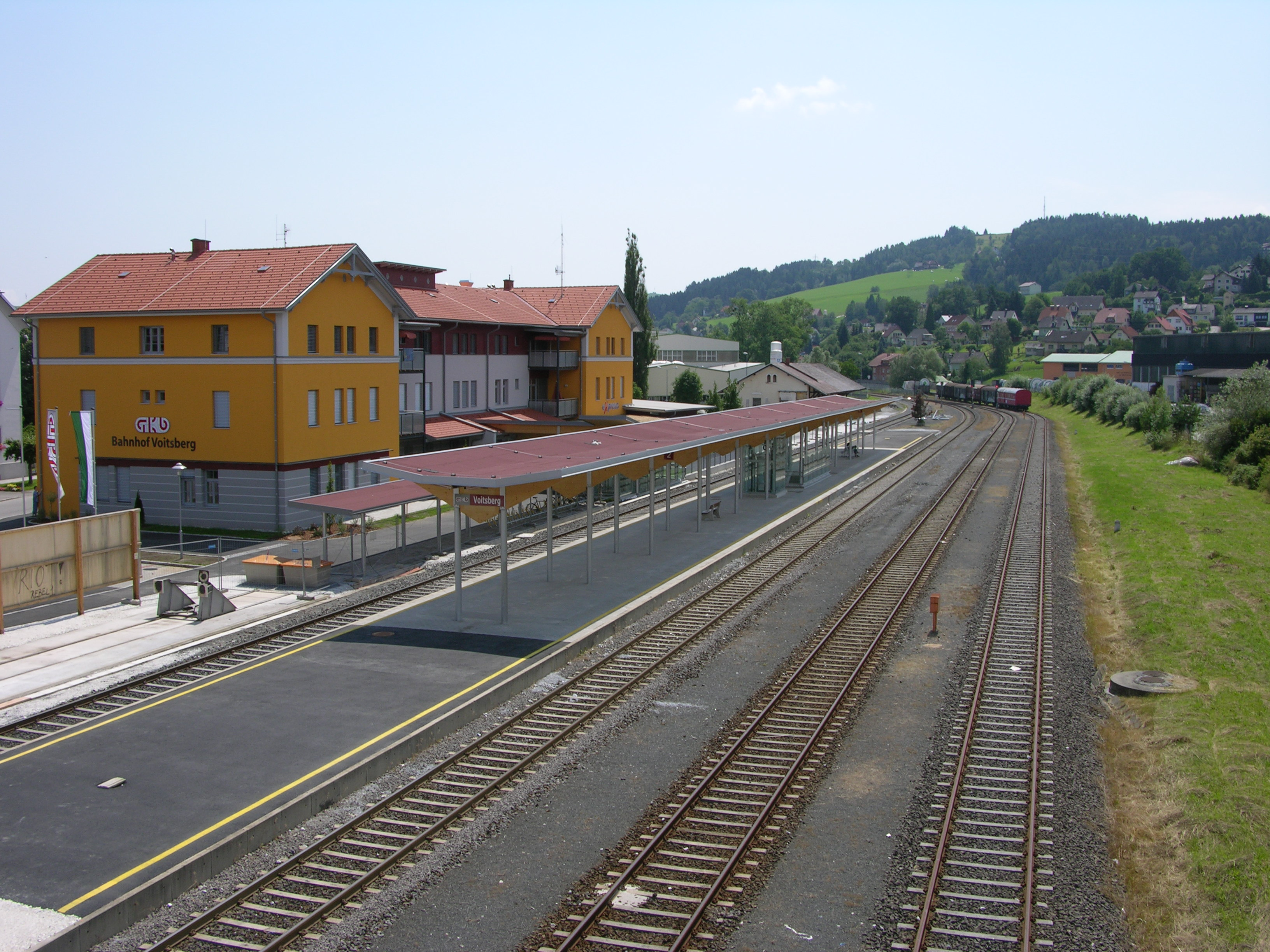
Stationen Voitsberg

Köflacherbanan byggdes av Graz-Köflacher Eisenbahn- uund Bergbaugesellschaft på 1850-talet för att få en järnvägsanslutning till kolgruvorna och stålverken i Köflach-Voitsbergområdet. Persontrafiken upptogs 1860. 1952 fick man flytta järnvägen mellan Oberdorf och Köflach och bygga den 241 meter långa Rosentaltunneln på grund av gruvdriften. Under andra hälften av 1900-talet minskade kolbrytningen kontinuerligt och godstrafiken förlorade i betydelse. Inom ramen för omorienteringen mot persontrafiken togs banan upp i storregionen Graz pendeltågsnät. 
Under 1980-talet var Köflacherbanan mycket omtyckt bland järnvägsentusiaster och -fotografer eftersom Graz-Köflacher Bahn und Busbetrieb GmbH var det sista järnvägsbolaget i Österrike som använde ånglokomitiv vid växling och ibland även i reguljär trafik.